# Drosera prolifera
Drosera prolifera ist eine Pflanzenart aus der Gattung Sonnentau (Drosera) innerhalb der Familie der Sonnentaugewächse (Droseraceae). Diese fleischfressende Pflanze ist nur in vier räumlich begrenzten Gebieten im Nordosten des australischen Bundesstaates Queensland beheimatet.

## Beschreibung

### Vegetative Merkmale
Drosera prolifera ist eine terrestrisch wachsende, ausdauernde und krautige Pflanze mit faserigen Wurzeln, der Hauptstamm der Pflanze wird etwa 1–2 cm hoch. Bis zu 15 Blätter stehen in grundständigen Rosetten zusammen. Die Blattstiele sind 15–45 mm lang. Die nierenförmigen Blattspreiten besitzen einen Durchmesser von 10 bis 20 mm. Die verhältnismäßig kurzen Tentakel sondern einen starken Leim ab, dessen Produktion offenbar sehr viel Energie verbraucht: So übersteigt der nächtliche Sauerstoffverbrauch der Tentakel den der Blattspreiten um ein Siebenfaches. Das Ausbilden ungewöhnlich großformatiger Spreiten (wie auch bei Dr. schizandra und Dr. adelae der Fall) verschafft der Art gewisse Vorteile: Durch Auslaugen der eigenen absterbenden Blätter gewinnt die Pflanze wichtige Nährstoffe zurück.
Aus älteren Blättern, welche nach einiger Zeit dem Boden aufliegen, wachsen oft sogenannte Kindel (Klone der Mutterpflanze). Die Pflanze bildet außerdem Stolonen (wie beispielsweise Erdbeeren) und Wurzelausläufer, aus denen sich ebenfalls neue, der Mutterpflanze identische Jungpflanzen bilden.

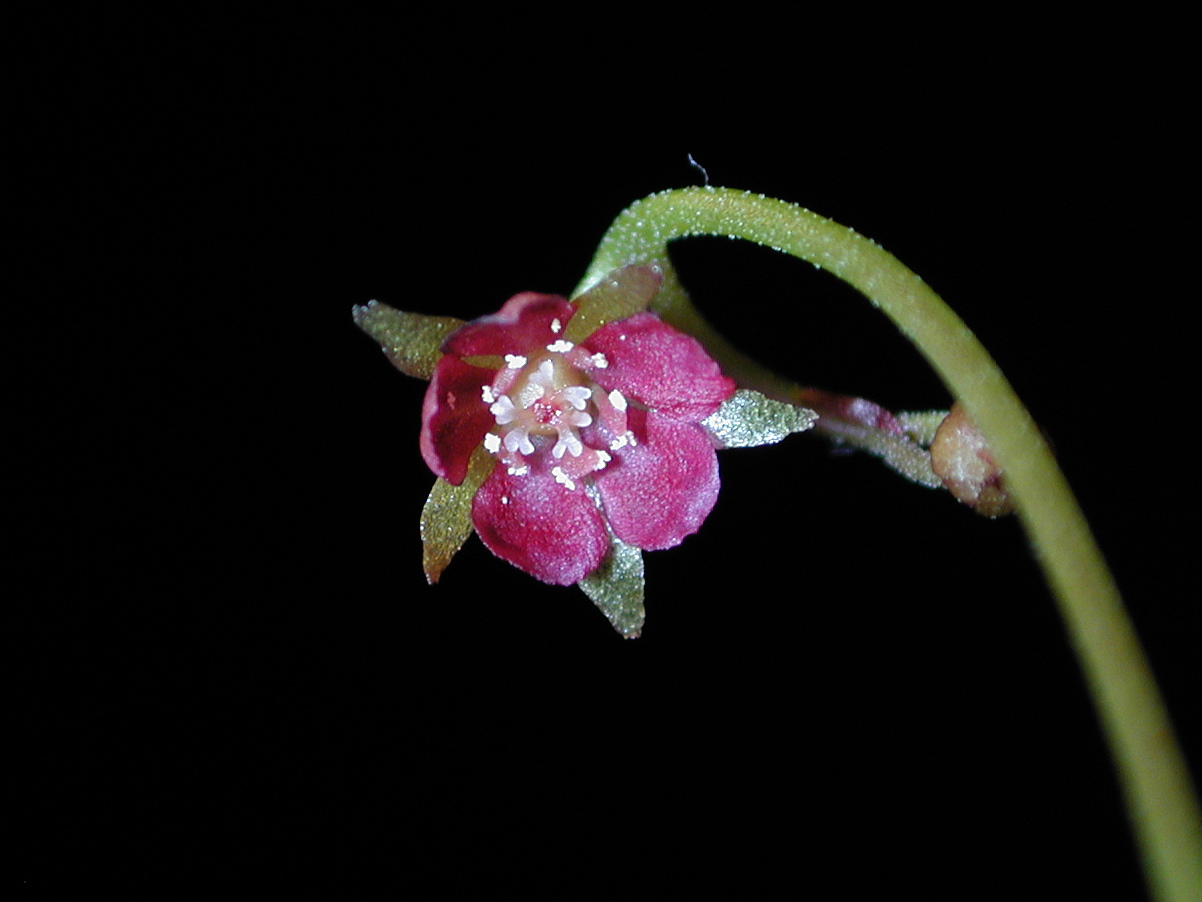
Offene Blüte von Drosera prolifera.

### Generative Merkmale
Drosera prolifera blüht ganzjährig. Die bis zu vier Blütenstände sind etwa 10–18 cm hoch und tragen 4–8 Blüten. Die Brakteen sind linear und 1–2 mm lang, die 3,5–4 mm langen Kelchblätter sind lanzenförmig. Die Blütenstiele sind 3–5 mm lang. Die rötlich-violetten Kronblätter sind eiförmig und 2,5–3 mm lang.
Nach der Blüte sinken die Infloreszenzen zu Boden und aus den Blüten entstehen binnen weniger Wochen komplette Klone der Mutterpflanze, ähnlich wie bei den Stolonen (falsche Viviparie).

### Chromosomenzahl
Die Chromosomenzahl beträgt 2n = 30.

## Verbreitung und Systematik
Drosera prolifera wurde 1940 von Cyril Tenison White erstbeschrieben. Ihr Verbreitungsgebiet beschränkt sich auf die Orte Thornton Peak, Noah Creek und die Flanken der Roaring Meg Wasserfälle im Norden von Queensland, sowie am Kap York. Dort wächst die Pflanze an den Ufern von Bächen und bildet dort regelrechte Teppiche. Sie wächst aber auch an Felsen in den örtlichen Regenwäldern. Die Standorte stehen unter Naturschutz und sind vor großflächiger Rodung geschützt. Insgesamt sind nur vier kleine Populationen bekannt, ihre Gesamtgröße ist hingegen unbekannt.
Drosera prolifera gilt als „gefährdet“. Die Bedrohtheit dieser seltenen Art kommt hauptsächlich durch illegales Sammeln zustande.

## Etymologie
Der Namenszusatz prolifera stammt von dem lateinischen Wörtern proles (Nachkommen) und ferre (tragen). Er ist eine Referenz auf die Fähigkeit der Pflanze an den Blütenständen Ableger zu bilden.